# Championnats du monde de triathlon 2023
Navigation
Édition précédente Édition suivante
Les championnats du monde de triathlon 2023 sont composés d'une série de sept étapes, organisées par la World Triathlon. Ce circuit à étapes porte le nom de série des championnats du monde de triathlon (World Triathlon Championship Series - WTCS.)

## Organisation
Les épreuves du championnat du monde comportent aussi bien des courses au format M (distance olympique), soit 1 500 m de natation, 40 km de cyclisme et 10 km de course à pied, qu'au format S (sprint), soit 750 m de natation, 20 km de cyclisme et 5 km de course à pied et des courses en relais mixte (4X4). Les titres de champion et championne du monde de triathlon sur courte distance, sont octroyés aux triathlètes totalisant le plus grand nombre de points au classement général. Les titres pour les U23 (espoir) et les juniors s'attribuent sur une seule course qui se déroule généralement lors des journées de la grande finale du circuit.
L'étape de Pontevedra en Espagne est l'épreuve finale du championnat du monde individuel sur courte distance qui décerne les titres de champion et championne du monde de triathlon courte distance.

## Calendrier
| Étape | Date                 | Ville      | Pays                | M | S | R | E |
| ----- | -------------------- | ---------- | ------------------- | - | - | - | - |
| 1     | 3-4 mars 2023        | Abou Dhabi | Émirats arabes unis |   | x |   |   |
| 2     | 13-14 mai 2023       | Yokohama   | Japon               | x |   |   |   |
| 3     | 27-28 mai 2023       | Cagliari   | Italie              | x |   |   |   |
| 5     | 24-25 juin 2023      | Montreal   | Canada              |   | x |   |   |
| 4     | 15-16 juillet 2023   | Hambourg   | Allemagne           |   |   | x | x |
| 6     | 29-30 juillet 2023   | Sunderland | Royaume-Uni         |   | x | x |   |
| R     | 20 août 2023         | Paris      | France              |   |   | x |   |
| 7     | 23-24 septembre 2023 | Pontevedra | Espagne             | x |   |   |   |

## Résultats

### Abu Dhabi
La course se déroule sur distance S.
| Position           | Hommes         | Hommes | Hommes      | Femmes          | Femmes | Femmes      |
| Position           | Nom            | Pays   | Temps       | Nom             | Pays   | Temps       |
| ------------------ | -------------- | ------ | ----------- | --------------- | ------ | ----------- |
| Médaille d'or      | Alex Yee       |        | 52 min 53 s | Beth Potter     |        | 57 min 56 s |
| Médaille d'argent  | Vasco Vilaça   |        | 52 min 59 s | Sophie Coldwell |        | 58 min 14 s |
| Médaille de bronze | Manoel Messias |        | 53 min 6 s  | Taylor Spivey   |        | 58 min 27 s |

### Yokohama
La course se déroule sur distance M.
| Position           | Hommes         | Hommes | Hommes          | Femmes                 | Femmes | Femmes          |
| Position           | Nom            | Pays   | Temps           | Nom                    | Pays   | Temps           |
| ------------------ | -------------- | ------ | --------------- | ---------------------- | ------ | --------------- |
| Médaille d'or      | Hayden Wilde   |        | 1 h 42 min 13 s | Sophie Coldwell        |        | 1 h 53 min 52 s |
| Médaille d'argent  | Matthew Hauser |        | 1 h 42 min 17 s | Rosa Maria Tapia Vidal |        | 1 h 53 min 49 s |
| Médaille de bronze | Vasco Vilaça   |        | 1 h 42 min 18 s | Taylor Knibb           |        | 1 h 54 min 2 s  |

### Cagliari
La course se déroule sur distance M.
| Position           | Hommes       | Hommes | Hommes          | Femmes               | Femmes | Femmes          |
| Position           | Nom          | Pays   | Temps           | Nom                  | Pays   | Temps           |
| ------------------ | ------------ | ------ | --------------- | -------------------- | ------ | --------------- |
| Médaille d'or      | Alex Yee     |        | 1 h 36 min 28 s | Georgia Taylor-Brown |        | 1 h 46 min 43 s |
| Médaille d'argent  | Hayden Wilde |        | 1 h 36 min 33 s | Emma Lombardi        |        | 1 h 47 min 1 s  |
| Médaille de bronze | Léo Bergère  |        | 1 h 37 min 4 s  | Taylor Spivey        |        | 1 h 47 min 36 s |

### Montréal
La course se déroule sur distance S.
| Position           | Hommes         | Hommes | Hommes      | Femmes           | Femmes | Femmes      |
| Position           | Nom            | Pays   | Temps       | Nom              | Pays   | Temps       |
| ------------------ | -------------- | ------ | ----------- | ---------------- | ------ | ----------- |
| Médaille d'or      | Matthew Hauser |        | 53 min 57 s | Beth Potter      |        | 58 min 10 s |
| Médaille d'argent  | Manoel Messias |        | 53 min 58 s | Léonie Périault  |        | 58 min 12 s |
| Médaille de bronze | Jelle Geens    |        | 54 min 2 s  | Summer Rappaport |        | 58 min 19 s |

### Hambourg
Les épreuves se déroulent en relais mixte et au format par élimination en distance super sprint pour cette dernière, les deux épreuves servent de support aux championnats du monde de ces spécialités.
| Position           | Hommes       | Hommes | Hommes      | Femmes              | Femmes | Femmes      |
| Position           | Nom          | Pays   | Temps       | Nom                 | Pays   | Temps       |
| ------------------ | ------------ | ------ | ----------- | ------------------- | ------ | ----------- |
| Médaille d'or      | Hayden Wilde |        | 19 min 26 s | Cassandre Beaugrand |        | 21 min 35 s |
| Médaille d'argent  | Vasco Vilaça |        | 19 min 28 s | Beth Potter         |        | 21 min 45 s |
| Médaille de bronze | Alex Yee     |        | 19 min 28 s | Laura Lindemann     |        | 21 min 47 s |

| Position           | Équipe                                                              | Temps           |
| ------------------ | ------------------------------------------------------------------- | --------------- |
| Médaille d'or      | Allemagne                                                           | 1 h 22 min 8 s  |
| Médaille d'or      | - Tim Hellwig - Annika Koch - Simon Henseleit - Laura Lindemann     | 1 h 22 min 8 s  |
| Médaille d'argent  | Nouvelle-Zélande                                                    | 1 h 22 min 27 s |
| Médaille d'argent  | - Hayden Wilde - Ainsley Thorpe - Tayler Reid - Nicole Van Der Kaay | 1 h 22 min 27 s |
| Médaille de bronze | Suisse                                                              | 1 h 22 min 35 s |
| Médaille de bronze | - Max Studer - Julie Derron - Sylvain Fridelance - Cathia Schär     | 1 h 22 min 35 s |

### Sunderland
L'étape propose une course individuelle sur distance sprint et une épreuve en relais mixte.
| Position           | Hommes          | Hommes | Hommes      | Femmes              | Femmes | Femmes         |
| Position           | Nom             | Pays   | Temps       | Nom                 | Pays   | Temps          |
| ------------------ | --------------- | ------ | ----------- | ------------------- | ------ | -------------- |
| Médaille d'or      | Pierre Le Corre |        | 54 min 6 s  | Cassandre Beaugrand |        | 59 min 53 s    |
| Médaille d'argent  | Léo Bergère     |        | 54 min 6 s  | Emma Lombardi       |        | 1 h 0 min 11 s |
| Médaille de bronze | Hayden Wilde    |        | 54 min 21 s | Annika Koch         |        | 1 h 0 min 17 s |

| Position           | Équipe                                                                   | Temps           |
| ------------------ | ------------------------------------------------------------------------ | --------------- |
| Médaille d'or      | France                                                                   | 1 h 26 min 53 s |
| Médaille d'or      | - Tom Richard - Emma Lombardi - Pierre Le Corre - Cassandre Beaugrand    | 1 h 26 min 53 s |
| Médaille d'argent  | Royaume-Uni                                                              | 1 h 27 min 16 s |
| Médaille d'argent  | - Barclay Izzard - Beth Potter - Max Stapley - Jessica Fullagar          | 1 h 27 min 16 s |
| Médaille de bronze | Norvège                                                                  | 1 h 27 min 27 s |
| Médaille de bronze | - Vetle Bergsvik Thorn - Lotte Miller - Casper Stornes - Solveig Løvseth | 1 h 27 min 27 s |

### Paris
La Seine étant impropre, la course a lieu au format duathlon.
| Rang               | Équipe                                                           | Temps           |
| ------------------ | ---------------------------------------------------------------- | --------------- |
| Médaille d'or      | Allemagne                                                        | 1 h 12 min 18 s |
| Médaille d'or      | - Tim Hellwig - Lisa Tertsch - Jonas Schomburg - Laura Lindemann | 1 h 12 min 18 s |
| Médaille d'argent  | Royaume-Uni                                                      | 1 h 12 min 19 s |
| Médaille d'argent  | - Barclay Izzard - Kate Waugh - Alex Yee - Beth Potter           | 1 h 12 min 19 s |
| Médaille de bronze | Belgique                                                         | 1 h 12 min 36 s |
| Médaille de bronze | - Arnaud Mengal - Jolien Vermeylen - Jelle Geens - Claire Michel | 1 h 12 min 36 s |

### Pontevedra
L'épreuve finale se déroule sur distance standard en individuel (distance M).
| Position           | Hommes          | Hommes | Hommes          | Femmes              | Femmes | Femmes          |
| Position           | Nom             | Pays   | Temps           | Nom                 | Pays   | Temps           |
| ------------------ | --------------- | ------ | --------------- | ------------------- | ------ | --------------- |
| Médaille d'or      | Dorian Coninx   |        | 1 h 42 min 22 s | Beth Potter         |        | 1 h 53 min 19 s |
| Médaille d'argent  | Tim Hellwig     |        | 1 h 42 min 22 s | Kate Waugh          |        | 1 h 53 min 37 s |
| Médaille de bronze | Pierre Le Corre |        | 1 h 42 min 22 s | Cassandre Beaugrand |        | 1 h 53 min 50 s |

## Classement général championnat du monde élite
| Rang               | Nom                  | Points |
| ------------------ | -------------------- | ------ |
| Médaille d'or      | Dorian Coninx        | 4237   |
| Médaille d'argent  | Hayden Wilde         | 4061   |
| Médaille de bronze | Léo Bergère          | 4002   |
| 4                  | Vasco Vilaça         | 3703   |
| 5                  | Alex Yee             | 3628   |
| 6                  | Pierre Le Corre      | 3343   |
| 7                  | Matthew Hauser       | 3239   |
| 8                  | Tim Hellwig          | 2950   |
| 9                  | Kristian Blummenfelt | 2689   |
| 10                 | Csongor Lehmann      | 2643   |

| Rang               | Nom                    | Points |
| ------------------ | ---------------------- | ------ |
| Médaille d'or      | Beth Potter            | 4559   |
| Médaille d'argent  | Cassandre Beaugrand    | 4410   |
| Médaille de bronze | Emma Lombardi          | 3792   |
| 4                  | Taylor Spivey          | 3225   |
| 5                  | Sophie Coldwell        | 2998   |
| 6                  | Kate Waugh             | 2992   |
| 7                  | Lisa Tertsch           | 2909   |
| 8                  | Jeanne Lehair          | 2762   |
| 9                  | Nina Eim               | 2671   |
| 10                 | Rosa Maria Tapia Vidal | 2486   |